# Казальморано
Казальморано (итал. Casalmorano) — коммуна в Италии, располагается в регионе Ломбардия, подчиняется административному центру Кремона.
Население составляет 1653 человека, плотность населения составляет 138 чел./км². Занимает площадь 12 км². Почтовый индекс — 26020. Телефонный код — 0374.
Покровителем коммуны почитается святитель Амвросий Медиоланский.